# Majaka
Majaka (Mayaca) je jediný rod čeledi majakovité jednoděložných rostlin z řádu lipnicotvaré. Ve starších taxonomických systémech je rod často řazen do řádu křížatkotvaré (Commelinales) nebo do samostatného řádu Mayacales.

## Popis
Jsou to plazivé byliny, svým habitem nápadně připomínají plavuně nebo mechy, jedná se o bahenní až vodní rostliny kořenící ve dně. Listy jsou drobné a početné, jednoduché, střídavé, spirálně uspořádané, přisedlé, bez pochev. Čepel je niťovitá, čárkovitá až kopinatá, celokrajná nebo na špičce dvouklaná, jednožilná. Jsou to jednodomé rostliny s oboupohlavnými květy. Květy jsou malé, pravidelné, jednotlivé a vrcholové nebo zdánlivě boční. Okvětních lístků je 6, jsou rozlišeny na kalich a korunu, kališní lístky jsou 3, volné, korunní také 3, mají bílou až růžovou barvu a jsou volné. Tyčinky jsou 3, jsou volné. Gyneceum je srostlé ze 3 plodolistů, je synkarpní, semeník je svrchní. Plodem je tobolka.

## Rozšíření ve světě
Je známo asi 4-10 druhů, které jsou rozšířeny v tropech Ameriky, na sever po jižní státy USA, 1 druh je v Africe.